# Diva Scarlet
Le Diva Scarlet sono un gruppo indie rock bolognese, con una formazione esclusivamente femminile.

## Storia del gruppo

### 1997-2000: Le origini nelle Skummer
Fu nel 1997 che, tra i banchi di scuola del liceo Niccolò Copernico e del'Istituto d'Arte, nacque a Bologna la band tutta al femminile chiamata Skummer. Il nucleo stabile della band, che era composto da Camilla Boschieri, Cecilia Bernardi e Sarah Fornito, cominciò da subito ad approcciarsi alla composizione di brani propri che portarono alla pubblicazione dell'EP Dritto al punto. Fu poi di questo periodo l'incontro con Graziano Cernoia, che forni loro numerose occasioni di crescita divenendo in futuro anche il produttore artistico del primo album delle Diva Scarlet.

### 2001-2005: Le Diva Scarlet e l'approdo alla Mescal
Nel 2000 la band in continua crescita cambia nome in Diva Scarlet, per approdare nel 2001 al palco del Independent Days Festival. In questo periodo la band aprì concerti di artisti come Afterhours, Subsonica e ancora degli australiani The Vines, e poi Marlene Kuntz, Massimo Volume, Modena City Ramblers, Cristina Donà, Fiamma.
Nel 2002 le Diva Scarlet entrano nella scuderia Mescal con il loro primo lavoro, Apparenze, che viene registrato nel 2003 all'Esagono Recording Studio di Rubiera, prodotto da Graziano Cernoia e Arcangelo Cavazzuti dei Modena City Ramblers. Apparenze viene pubblicato il 9 luglio del 2004 e distribuito in Italia dalla Sony Music. Il singolo estratto dal disco, che era intitolato Vuoi (Mescal, 2004), vide anche la realizzazione dell'omonimo videoclip con la regia di Swan. Tra le prime date di presentazione dell'album, importante fu la partecipazione al Tora! Tora! Festival nelle date dell'11 luglio a Castelnovo ne' Monti e del 16 settembre 2004 a Genova, per poi proseguire, tra le molte date, con le presentazioni nei maggiori centri Fnac italiani e i concerti alla Festa dell'Unità di Bologna. Assieme ai Litfiba presero parte al programma televisivo Rock TV Night, in seguito furono anche ospiti del programma TV Database, condotto da Pino Scotto.
Durante questo periodo la band cambiò batterista, con Ursula Rosa che sostituì Marianka Campisi. Sempre di questo periodo è l'abbandono dell'etichetta Mescal, che spingerà la band ad autoprodurre le pubblicazioni successive, raggiungendo sempre più una dimensione indipendente.

### 2006-in poi: Tra concerti e nuove produzioni
Con il passare del tempo, il suono delle Diva Scarlet evolve verso territori più decisamente punk/noise rock e mono influenzati da attitudini power pop. A confermare questa linea è la scelta di Giulio Favero del Teatro degli Orrori per la produzione artistica del loro secondo album che uscì nell'aprile del 2008 con il titolo di Non+Silenzio. La title track del disco, Non+Silenzio, affronta il tema della violenza sulle donne e i minori. Souvenir è il singolo che supporta l'album. Ne è stato estratto un videoclip programmato da All Music e Rock TV. L'album si chiudeva poi con il brano La giusta distanza, scritto assieme ad Umberto Maria Giardini aka Moltheni. Nel 2007, ancora prima dell'uscita dell'album, inizia il  Non+Silenzio Tour. La lunga serie di concerti porta le Diva Scarlet in giro per l'Italia e l'Europa.
Il 1º maggio 2009 sono tra i gruppi vincitori del concorso Primo maggio tutto l'anno, che consente loro di esibirsi all'anteprima del Concerto del Primo Maggio a Roma, in diretta su Rai3. Il concorso prevedeva poi l'inserimento di un loro brano nella raccolta omonima, distribuita gratuitamente durante il Meeting delle etichette indipendenti di Faenza e poi nella raccolta Il mondo del primo maggio che comprendeva le band presenti nel concerto. Al concerto seguì una lunga tournèe europea che toccò Paesi Bassi, Germania, Spagna e Bosnia.
Nel 2010 esce il terzo album Give Me Just One Reason For.

### Le Diva Scarlet dopo le Diva Scarlet
Dopo l'esperienza Diva Scarlet, nel 2013 Sarah Fornito e Cecilia Bernardi fondano il nuovo progetto musicale chiamato Decana, pubblicando l'omonimo album con la produzione artistica di Umberto Maria Giardini.
Nel 2019 Sarah Fornito e la violoncellista Rebecca Dallolio danno l'avvio ad un nuovo progetto chiamato Cenere, con cui producono il loro primo singolo Che differenza fa, vincendo il premio "Suoni d'ambiente". A questo seguì il brano A testa in giù.

## Formazione
- Sarah (Sarah Fornito) – voce, chitarra
- Cecilia (Cecilia Bernardi) – chitarra
- Camilla (Camilla Boschieri) – basso
- Ursula (Ursula Rosa) – batteria

## Discografia

### Album in studio
- 2004 – Apparenze (Mescal)
- 2008 – Non+Silenzio (Level 49)
- 2010 - Give Me Just One Reason For (Level 49)

### Singoli ed EP
- 2004 - Vuoi

### Compilation
- 2004 - Tora! Tora! 2004 - con il brano "Vuoi"
- 2005 - Atp CD2 Musiche per lavoratori flessibili - Vol.2 - con il brano "Apparenze"
- 2009 - Primo Maggio... Tutto l'anno! 2009 - con il brano "Souvenir"
- 2009 - Il mondo del primo maggio - con il brano "Dammi una ragione"
- 2012 - Le ragazze del rock - 40 anni di gruppi rock femminili italiani - con il brano "Souvenir"